# Mette Schjoldager
Mette Schjoldager, född 21 april 1977, är en dansk idrottare som tog brons i badminton tillsammans med Jens Eriksen vid olympiska sommarspelen 2004 i Aten.